# Nota de passagem
Em harmonia, uma nota de passagem é uma nota inarmónica que liga conjuntamente duas notas reais distintas.
Uma nota de passagem forma uma dissonância passageira. Pode-se afirmar que uma nota de passagem é um tom próximo do qual a nota resolutiva difere da nota preparatória.
A ligação entre as notas reais faz-se por movimento melódico conjunto: a nota preparatória da nota de passagem é a nota precedente conjunta, a sua nota resolutiva é a nota seguinte conjunta. Nota preparatória e nota resolutiva são geralmente notas reais do acorde. Mas podem ser também outras notas de passagem, sendo que, numa sucessão de notas ascendente ou descendente, a primeira e a última notas dessa sucessão são notas reais colocadas em tempos fortes ou em partes fortes de tempos.

## Colocação e variantes

Notas de passagem sobre o primeiro grau

A nota de passagem é normalmente colocada sobre um tempo fraco ou uma parte fraca do tempo (exemplos ao lado). Logo que se encontra num tempo forte ou uma parte forte do tempo, é preciso que seja de curta duração, caso contrário deverá ser analisada como uma appoggiatura.
As notas de passagem podem ser simultâneas (exemplos 2 e 3).